# ID PHOTO
iD PHOTO（アイディーフォト）は記録容量730MB、直径50mmの書き換え型で小型光磁気ディスクである。規格であるiDフォーマットはオリンパス光学工業、三洋電機、日立マクセルの3社が共同で開発し、1999年に発表した。

## 規格
iDフォーマットはAS-MO（Advanced Storage Magnet Optical）の技術をベースに、デジタルカメラ向けに小型化したメディアとそれを納めるカートリッジ、メディアの論理フォーマット、記録するファイルフォーマットをまとめた規格で、デジタルカメラ用の大容量メディアとして注目された。
メディアは、120mmのAS-MOに対し50.8mmと小型化されており、カートリッジを含めたサイズも、MDよりもさらにコンパクト（Clik!と同程度）なものであった。記録方式は、磁界変調方式（MFM～Magnetic Field Modulation）で、トラックピッチやビット長もAS-MOに準拠。小型でありながら、730MBの大容量を実現している。
メディアのフォーマットには、DVDにも使われているUDF（Universal Disk Format）を採用。DCF（Design rule for Camera File system）準拠のディレクトリ（フォルダ）構造と、静止画（JPEG、DCF準拠）、音声（Exif2準拠）、動画（QuickTime準拠）の各ファイルフォーマットが規定されている。
2000年11月20日には規格書として発表され、2005年5月には国際規格IEC62345として承認された。

## 製品
ディスクは日立マクセルが製造し、ドライブは三洋電機とオリンパス光学工業が開発した。
デジタルカメラ用の記録媒体として三洋電機のiD-Shot（IDC-1000Z)に採用される。2000年10月1日に製品発表がなされ、同年12月8日の発売を延期し、2001年2月1日に実売された。また同年10月19日に三洋電機がメモリカードの画像を「iD PHOTO」ディスクに記録できるiDstorageを販売した。

## 現状
2001年当時の半導体メモリはコンパクトフラッシュなどで容量が小さく、高価であったため730MBで2000円程度というiD-PHOTOディスクのメガ当たりの単価は半導体メモリより2桁低いと考えられ、充分な競争力を持っていると思われた。
しかしながら、半導体メモリの大容量化や、PCとの親和性の向上、大幅な価格下落により容量・コストのメリットが薄れ、さらにデジカメの高画素競争により、対応商品であるiD-shotの150万画素のスペックでは競争力を有することができなかった。
そのためiD PHOTO製品は普及に至らず、後継機種や新規採用商品も販売されなかったため、市場から姿を消した。